# Vila Olímpica de Rio de Janeiro 2016

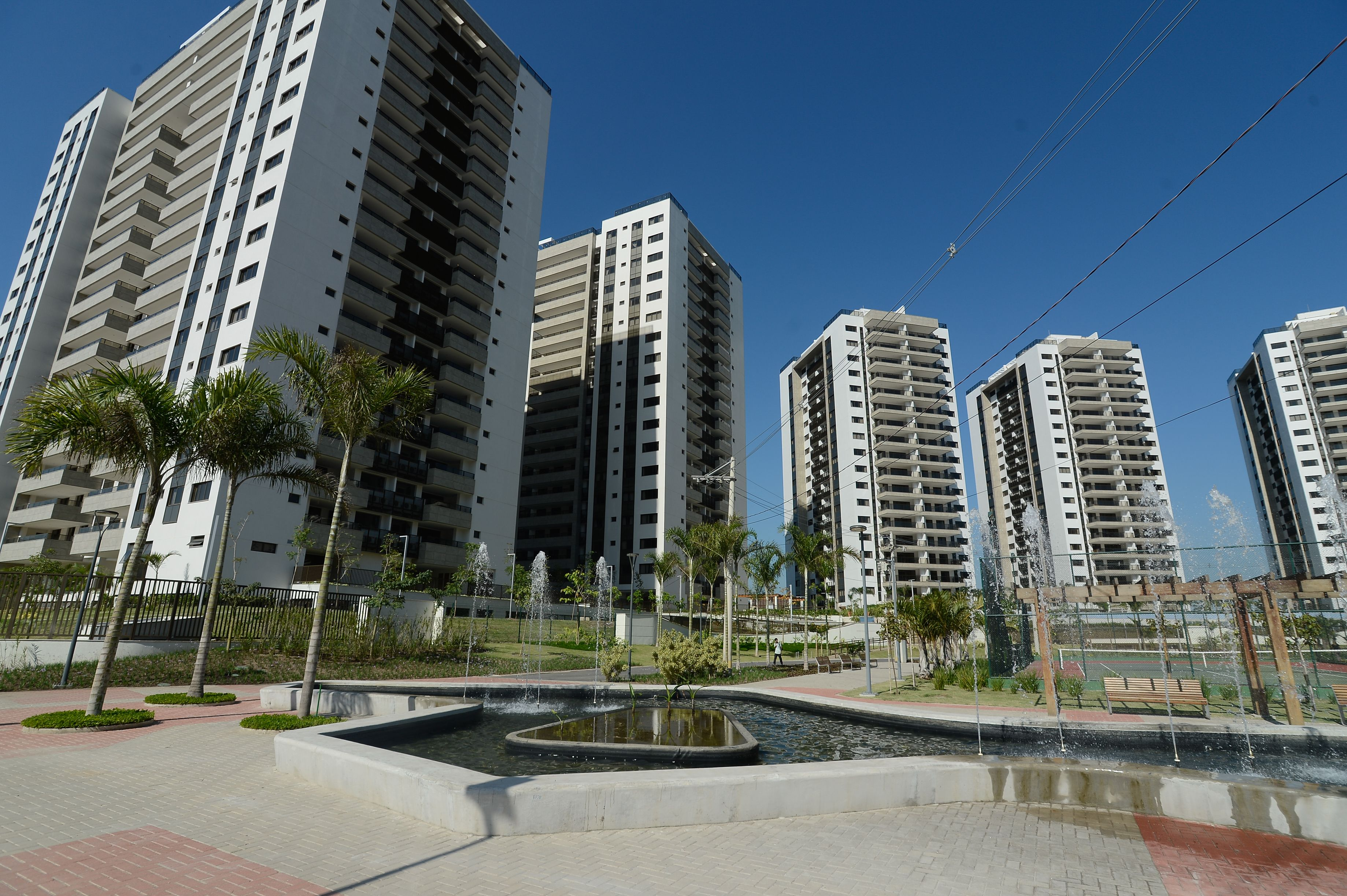
Vila Olímpica de Rio de Janeiro 2016.

La Vila Olímpica de Rio de Janeiro de 2016 o Vila dels esportistes o Vila Olímpica i Paralímpica és un conjunt habitacional que va ser la residència dels esportistes dels Jocs Olímpics de Rio de Janeiro 2016 així com dels entrenadors, equips tècnics, metges i fisiatres que els acompanyen, àrbitres i oficials de competència dels jocs. Se situa prop del Parc Olímpic de Rio de Janeiro, a l'oest de la ciutat.
Amb una capacitat per rebre a 17 950 persones en 3604 departaments de 31 edificis, és la vila olímpica més gran en tota la història dels jocs olímpics fins aquesta celebració.

## Construcció
En els anys 60, pescadors de la Lagoinha de Rio de Janeiro van fer ocupacions irregulars en la Llacuna de Jacapareguá. El 1975, a causa de la construcció del Autòdrom Internacional Nelson Piquet i un conjunt residencial, la comunitat de Vila Autódromo va quedar entre els murs de l'autòdrom i als marges de la llacuna. El 1994 li va ser donat el títol de propietat a més de 60 famílies de la vila, davant les constants amenaces de desallotjament per part de la Prefeitura do Rio de Janeiro. En els plans que el Comitè Olímpic Internacional va rebre del comitè guanyador dels jocs el 2009, part de la zona de Vila Autódromo apareixia al costat superior esquerre del nou Parc Olímpic de Rio de Janeiro, a construir-se a la Zona Oest de la Barra de Tijuca.
Malgrat els títols de propietat de les famílies habitants de la vila, la Prefeitura do Rio de Janeiro va reduir en fins a un 83% la grandària original de la comunitat, mitjançant expropiacions i desallotjaments. Després de constants enfrontaments contra la polícía en resistir davant els desallotjaments, les famílies afectades van emprendre la campanya Viva A Vila Autódromo i van rebre assessoria de diferents universitats de Rio de Janeiro i organitzacions de la societat civil per elaborar el Plànol Popular da Vila Autódromo, un pla d'urbanització que va ser acordat amb l'alcalde de la ciutat, Eduardo Paes, per fer de la Vila un lloc amb una nova infraestructura urbana que inclourà un centre cultural i pistes esportives i conviure amb la nova infraestructura olímpica de manera adequada, en estar envoltats gairebé per complet pel nou parc.
Les instal·lacions de la vila olímpica quedaran a uns passos de la Vila Autódromo. A partir de 2011 van iniciar les obres a càrrec de les constructores Odebrecht i Carvalho Hosken en una zona de més d'un milió de metres quadrats. En la construcció d'aquesta vila van participar més de 18 000 persones. Es van utilitzar 430 000 metres cúbics de formigó i 43 000 tones d'acer. Els edificis van rebre la certificació ambiental LEED ND a causa que el 85% dels enderrocs que va deixar la construcció seran reutilitzats i té més de 16 000 metres quadrats de terrats verds, així com 75 plaques solars per a l'escalfament d'aigua. Totes les instal·lacions estan dissenyades amb accessibilitat completa amb rampes i elevadors suficients.
Cada departament compta amb tres i quatre dormitoris, estada, sala, balconada i serveis de bugaderia. Es van construir 3,8 quilòmetres de ciclovies internes. El carrer intern de la vila és per als vianants, Rua Carioca. Compta també amb botigues, cafès i restaurants, així com la zona internacional, un menjador principal i la terminal de transports. La vila té diferents àrees de recreació amb videojocs, instruments musicals, taules de tennis de taula i un centre de culte per a les diferents religions.
Amb la finalitat de que les instal·lacions quedin a menys de deu minuts de les seus de competició, la vila compta amb carrils exclusius que connectaran mitjançant 300 autobusos la vila amb la resta de seus olímpiques. Prop de quatre milions de peces d'equipatge de les i els visitants de la vila, amb la finalitat d'agilitar la seva arribada, serà portat de manera automàtica des de l'Aeroport Internacional de Rio de Janeiro fins a les instal·lacions de la vila.
Les primeres delegacions van arribar a la vila el 18 de juliol de 2016.

## Futur després dels jocs
Una vegada acabats els jocs olímpics la vila es convertirà en l'anomenada "Ilha Pura" un conjunt habitacional de luxe que vendrà cada departament en un preu estimat de 700 mil dòlars.